# 立嶋篤史
立嶋 篤史（たてしま あつし、1971年12月28日 - ）は、日本の男性キックボクサー、キックボクシングジム『ASSHI-PROJECT』主宰（経営者）。東京都豊島区出身。元全日本フェザー級王者。
1990年代前半に活躍。1993年にはライバル前田憲作にKO勝利するなど「立嶋ブーム」を巻き起こした。日本キックボクシング界最初の1千万円プレーヤーであり、カリスマと呼ばれた。

## 来歴
幼少の頃からいじめを受け、小学生の時に死を考えるも思いとどまり、中学2年生でキックボクシングと出会う。
習志野ジムに練習生扱いとして所属、中学卒業後単身タイに渡りムエタイの修業をする。1987年8月3日、非公式ながらタイのランシットスタジアムでデビューを果たした。
帰国後の1988年4月29日、16歳で後楽園ホールのリングに上がりKO勝ちで日本公式デビュー。
1989年に17歳で高校を再受験し合格、千葉工商高等学校（現・敬愛学園高等学校）に入学。試合と試験日程が重なることがあり単位が不足して一度留年ののち、1993年に卒業。
1991年4月21日、全日本キックボクシング連盟フェザー級王座決定戦にて椿宗徳と対戦。2ラウンドTKO勝ちで初のタイトルを獲得（第11代全日本フェザー級王者）。
同年7月14日、WKA世界フェザー級王座決定戦にてビクター・ソリエル（プエルトリコ）と対戦。不慣れなWKAルールと、ソリエルの的確な強打のために一方的な展開となり、2ラウンドKO負け。王座獲得に失敗。
1992年3月28日、前・全日本フェザー級王者でWKAスーパーバンタム級王者の清水隆広と対戦。ローキックによる3ラウンドKO勝ちで、事実上の全日本フェザー級トップ選手となる。
同年5月30日、MA日本キックライト級1位（同・前フェザー級王者）の山崎路晃との団体対抗戦に判定勝ち。
同年7月18日、全日本フェザー級タイトルマッチにて前田憲作と対戦。判定負けで王座防衛に失敗。
1993年11月27日、全日本フェザー級タイトルマッチにて王者・前田憲作と対戦。3ラウンドKO勝ちで王座に復帰（第13代全日本フェザー級王者）。
1994年7月30日、全日本フェザー級タイトルマッチにて佐藤孝也と対戦。2ラウンドKO負けで王座防衛失敗。
1995年7月30日、全日本フェザー級タイトルマッチにて王者・佐藤孝也と対戦。判定勝ちで王座に復帰（第15代全日本フェザー級王者）。
1996年3月24日、全日本フェザー級タイトルマッチにて鈴木秀明と対戦。判定負けで王座防衛に失敗。
1997年3月23日、全日本フェザー級王座決定トーナメント準決勝にて、佐久間晋哉と対戦。判定負け。谷山ジムに移籍し（13年後に同ジムが中核となったビッグバン実行委員会旗揚げ興行でEXで対戦の）土屋ジョーと同僚に。東京ドームで行われたK-1 JAPANフェザー級GP'97には全日本キック代表として出場期待されたが拒否。
1999年3月17日、全日本フェザー級王座決定トーナメント1回戦にて、高田英樹と対戦。5ラウンドKO勝ち。
同年6月1日、全日本フェザー級王座決定トーナメント準決勝にて、増田博正と対戦。判定負け。11月30日谷山ジムの全日本キック円満離脱に伴い、RIKIジムに円満移籍。
2001年10月12日、全日本フェザー級タイトルマッチにて王者・杉上直之と対戦。2ラウンドKO負けで王座獲得に失敗。
同年、長年所属した全日本キックボクシング連盟から離脱。以後はニュージャパンキックボクシング連盟、その後にはIKUSAに参戦。
2003年12月、自転車で練習に行く途中に交通事故に遭い全治11か月の重傷を負ったことで事実上の引退となる。
2009年9月20日、6年3か月ぶり37歳での現役復帰戦となった新日本キックボクシング協会『TITANS NEOS 6』で小野智史と対戦し、2-0の判定勝ちを収めた。
2010年4月18日、新日本キックボクシング協会『TITANS NEOS VII』で深津飛成と対戦し、TKO勝ちを収めた。
同年9月11日、新日本キックボクシング協会『TITANS NEOS VIII』で田中義人と対戦し、0-3の判定負け。復帰後3戦目での初黒星となった。
2011年1月23日、REBELS初参戦となったREBELS.6で梅原ユウジと対戦し、0-3の判定負けを喫した。
2012年9月2日、『Bigbang〜統一への道〜 其の十』にて、谷山ジムの後輩である駿太にヒジ打ち有りルールで判定負け。
2023年4月16日、『KROSS×OVER.21』にて100戦目の試合を行い、松元仁志に残り1秒でTKO負け。

## 人物・エピソード
- 高校在学中にフェザー級王座を獲得したことや、清水隆広・山崎路晃とのフェザー級頂上決戦を制したことなどから、「地上最強の高校生」「キック界のカリスマ」としてマスコミから注目が集まり、格闘技と無縁な一般雑誌の表紙にも登場し話題となった[8]。
- 入場時は黒いハチマキをしており、試合前の選手コール時には日本刀で居合い斬りのパフォーマンスをすることが恒例となっている。
- 2006年10月2日、自宅1階に泥棒が入り財布等を盗られるも、2階で物音に気付いた立嶋が後を追跡し取り押さえた[9]。
- 2007年、キックボクシングジム『ASSHI-PROJECT』（アッシプロジェクト）を開き、後進を育てている[10]。所在地は千葉県船橋市（京成本線船橋競馬場駅）（2008年7月に当地に移転）。
- 長男の立嶋挑己は幼少時からキックボクシングを始め、アマチュアの大会に出場後、2015年1月12日にプロデビューを果たした[11]。
- 田村潔司（U-FILE CAMP主宰）、高橋ナオト（元プロボクサー）と親交がある。
- 名良橋晃（元サッカー日本代表）と幼馴染である。
- 魔裟斗が全日本キックボクシング連盟時代に「選手としても、人間的にも尊敬してる」とコメント。
- 「ダウンタウンのガキの使いやあらへんで!!」をビデオで録画するほどダウンタウンのファンであり、また松本人志も立嶋のファンで、著書の「遺書」「松本」で立嶋の試合の感想などを書いている。ガキの使いのトーク観覧に来ていたことをきっかけに松本と知り合いになり、ダウンタウンDXの観覧席に松本が立嶋を招待したことがある。だがある時観客が「まっちゃんが見に来るといつも負けるね」と松本にジンクスを指摘したことを切っ掛けに松本は立嶋を慮って距離を置き、立嶋の試合を観戦しなくなったという。
- 2023年6月5日放送、TBS「クレイジージャーニー」で通算100戦目密着が放送され、TBSスタジオにて松本人志と25年ぶりに再会を果たした[12]。3年前に家を出て以来、音信不通であった長男・挑己が観客席で見守っていたが父・篤史との再会は避けた。また密着した100戦目の対戦相手が読みが同じである「松元仁志」なのは全くの偶然である。
- 猫は大嫌いなのだが、捨て猫を拾っては里親が見つかるまで自宅で飼育、これまで20匹ほど飼っていた。飼う理由としては『偽善です』と述べている。

## 著書
- 『ざまあみろ！―僕は、まだ生きている 立嶋篤史自伝』（2001年10月1日、ネコ・パブリッシング ISBN 978-4873662596）
- 『死にぞこない』（2003年4月1日、ネコ・パブリッシング ISBN 978-4873663470）

## 戦績
| キックボクシング 戦績 | キックボクシング 戦績 | キックボクシング 戦績 | キックボクシング 戦績 | キックボクシング 戦績 | キックボクシング 戦績 | キックボクシング 戦績 |
| --------------------- | --------------------- | --------------------- | --------------------- | --------------------- | --------------------- | --------------------- |
| 100 試合              | (T)KO                 | 判定                  | その他                | 引き分け              | 無効試合              |                       |
| 42 勝                 | 27                    | 15                    | 0                     | 8                     | 0                     |                       |
| 50 敗                 | 19                    | 30                    |                       | 8                     | 0                     |                       |

| 勝敗 | 対戦相手                                 | 試合結果                          | 大会名                                                                             | 開催年月日     |
| ×    | 松元仁志                                 | 3R2:59 TKO                        | KROSS×OVER21                                                                       | 2023年4月16日  |
| ×    | ベンツ飯田                               | 3R終了 判定0-3                    | KROSS×OVER五周年記念大会                                                           | 2022年12月18日 |
| ×    | ダイスケ                                 | 1R 2:57 TKO                       | レキオバトル名護 vol.3                                                             | 2019年1月20日  |
| ×    | 成澤 龍                                  | 2R 2:06 TKO                       | MuayThaiOpen 43                                                                    | 2018年11月25日 |
| ×    | 半澤信也                                 | 2R 2:38 TKO                       | J-KICK 2018～2nd～                                                                 | 2018年5月6日   |
| ×    | 光太朗ZLS                                | 2R 1:46 KO                        | J-NEXUS 2017 ～ J-NETWORK 20th Anniversary ～ NIGHT                                | 2017年12月10日 |
| ×    | 貞金源希                                 | 2R 2:11 TKO                       | J-FIGHT 2017～J-NETWORK 20th Anniversary～4th                                      | 2017年10月29日 |
| △    | 聖                                       | 3R終了 判定0-1                    | J-FIGHT&J-GIRLS 2017 ～ J-NETWORK 20th Anniversary ～ 5th                          | 2017年7月23日  |
| ×    | 千羽裕樹                                 | 3R終了 判定0-3                    | REBELS.50                                                                          | 2017年4月16日  |
| ×    | 浦林幹                                   | 2R 1:09 KO                        | REBELS.46                                                                          | 2016年10月23日 |
| ○    | ZAWA-3                                   | 3R終了 判定3-0                    | REBELS.44                                                                          | 2016年7月10日  |
| ×    | 宮﨑勇樹                                 | 3R終了 判定0-3                    | J-KICK 2016 ～Honor the fighting spirits～ 2nd                                     | 2016年5月5日   |
| ×    | 藤野伸哉                                 | 3R終了 判定0-3                    | NO KICK, NO LIFE 2016                                                              | 2016年3月12日  |
| △    | ZAWA-3                                   | 3R終了 判定0-0                    | REBELS.40                                                                          | 2016年1月24日  |
| ×    | 炎出丸                                   | 3R終了 判定0-3                    | REBELS.38                                                                          | 2015年9月16日  |
| ×    | 長崎秀哉                                 | 3R終了 判定0-3                    | WPMF JAPAN × REBELS.35                                                             | 2015年4月19日  |
| ○    | R-BLOOD マサキ DANGER GYM                | 3R終了 判定2-1                    | REBELS.28                                                                          | 2014年7月25日  |
| ×    | 工藤政英                                 | 3R 1:36 KO                        | REBELS.26 ～the duel～                                                             | 2014年4月20日  |
| ×    | 下東悠馬                                 | 5R終了 判定0-3                    | REBELS.23                                                                          | 2014年1月26日  |
| ×    | NOWAY                                    | 2R 1:03 TKO                       | REBELS.21                                                                          | 2013年10月20日 |
| △    | YU-SUKE                                  | 5R終了 判定1-0                    | REBELS.17                                                                          | 2013年7月21日  |
| △    | 下東悠馬                                 | 5R終了 判定0-1                    | REBELS.15                                                                          | 2013年4月14日  |
| ×    | 立澤敦史                                 | 5R終了 判定0-3                    | REBELS.14                                                                          | 2013年1月27日  |
| ×    | 駿太                                     | 5R終了 判定0-3                    | Bigbang ～統一への道～ 其の十                                                      | 2012年9月2日   |
| ○    | 津橋雅祥                                 | 5R 1:47 TKO                       | 蹴拳VI                                                                             | 2012年5月20日  |
| ○    | 原島佑治                                 | 5R終了 判定3-0                    | REBELS.9                                                                           | 2011年10月23日 |
| ×    | 湊恭二郎                                 | 5R終了 判定0-2                    | REBELS.8 × IT'S SHOWTIME JAPAN countdown-1                                         | 2011年7月18日  |
| ×    | 内田雅之                                 | 4R 1:30 TKO（レフェリーストップ） | 新日本キックボクシング協会「TITANS NEOS IX」                                       | 2011年4月17日  |
| ×    | 梅原ユウジ                               | 5R終了 判定0-3                    | REBELS.6                                                                           | 2011年1月23日  |
| ×    | 田中義人                                 | 3R終了 判定0-3                    | 新日本キックボクシング協会「TITANS NEOS VIII」                                     | 2010年9月11日  |
| ○    | 深津飛成                                 | 3R 0:26 TKO（左頭部カット）       | 新日本キックボクシング協会「TITANS NEOS VII」                                      | 2010年4月18日  |
| ○    | 小野智史                                 | 3R終了 判定2-0                    | 新日本キックボクシング協会「TITANS NEOS 6」                                        | 2009年9月20日  |
| ×    | 萬田隼人                                 | 3R終了 判定0-3                    | FUTURE FIGHTER IKUSA 3 〜特攻〜 BROKEN ARROW                                       | 2003年6月8日   |
| ×    | 大川直人                                 | 5R終了 判定1-2                    | ニュージャパンキックボクシング連盟「VORTEX II 〜旋風〜」                           | 2003年3月9日   |
| ×    | 孫悟空丸山                               | 4R 2:05 KO                        | ニュージャパンキックボクシング連盟「DREAM RUSH 6」                                 | 2002年9月8日   |
| △    | 岩井伸洋                                 | 5R終了 判定0-1                    | ニュージャパンキックボクシング連盟「DREAM RUSH 5」                                 | 2002年7月14日  |
| ○    | 清水力一                                 | 5R終了 判定3-0                    | ニュージャパンキックボクシング連盟「DREAM RUSH 4」                                 | 2002年5月12日  |
| ×    | 外山繁幸                                 | 5R終了 判定0-2                    | ニュージャパンキックボクシング連盟「DREAM RUSH 2」                                 | 2002年3月3日   |
| ×    | 杉上直之                                 | 2R 2:10 KO                        | 全日本キックボクシング連盟「GO AHEAD!」                                            | 2001年10月12日 |
| ×    | 大月晴明                                 | 5R 1:10 KO                        | 全日本キックボクシング連盟「CROSS FIRE-II」                                        | 2001年4月6日   |
| △    | グリッド・ギャッタワン                   | 5R終了 判定0-1                    | 全日本キックボクシング連盟「DEAD OR ALIVE」                                        | 2000年12月22日 |
| ×    | 遠藤慎介                                 | 5R終了 判定0-3                    | 全日本キックボクシング連盟「LEGEND-VIII」                                          | 2000年9月13日  |
| ○    | 金炳助                                   | 5R終了 判定3-0                    | 全日本キックボクシング連盟「LEGEND-VI」                                            | 2000年6月20日  |
| ○    | 藤武蔵                                   | 5R終了 判定2-0                    | 全日本キックボクシング連盟「LEGEND-IV」                                            | 2000年4月27日  |
| ○    | ネイル・パリー                           | 4R 1:21 KO                        | 全日本キックボクシング連盟「LEGEND-II」                                            | 2000年2月20日  |
| ○    | ジャック・ダニエル                       | 1R 2:34 KO                        | 全日本キックボクシング連盟「WAVE-XIII」                                            | 1999年11月22日 |
| ○    | 清水潤也                                 | 5R終了 判定3-0                    | 全日本キックボクシング連盟「WAVE-V」                                               | 1999年8月17日  |
| ×    | 増田博正                                 | 5R終了 判定0-3                    | J-NETWORK「KICK the KICK」                                                         | 1999年6月1日   |
| ○    | 高田英樹                                 | 5R 2:59 TKO                       | 全日本キックボクシング連盟「WAVE-II」                                              | 1999年3月17日  |
| ×    | 遠藤慎介                                 | 1R 0:51 KO                        | 全日本キックボクシング連盟「BURNING-VI」                                           | 1998年10月16日 |
| ×    | 金沢久幸                                 | 2R 2:15 KO                        | 全日本キックボクシング連盟「BURNING-V」                                            | 1998年7月8日   |
| ×    | グライガンワーン・オー・スィーブワローイ | 5R終了 判定                       | 全日本キックボクシング連盟「BURNING-II」                                           | 1998年3月22日  |
| ○    | 梅下湧暉                                 | 4R 0:40 TKO                       | 全日本キックボクシング連盟「KICK OVER-IX」                                         | 1997年9月28日  |
| ×    | 佐久間晋哉                               | 5R終了 判定                       | 全日本キックボクシング連盟「KICK OVER-IV」                                         | 1997年3月23日  |
| ×    | チャナサック・ニューイッサラー           | 4R 0:45 KO                        | 全日本キックボクシング連盟「KICK OVER-I」                                          | 1997年1月31日  |
| ○    | フローレント・プリユー                   | 5R終了 判定                       | キックボクシング30周年記念興行                                                     | 1996年11月17日 |
| ○    | ゴーンサヤーム・シットニッタヤー         | 4R 1:32 KO                        | 全日本キックボクシング連盟「KICK SPIRITS-VIII」                                    | 1996年9月29日  |
| ×    | 鈴木秀明                                 | 5R終了 判定                       | 全日本キックボクシング連盟「KICK SPIRITS-IV」                                      | 1996年3月24日  |
| ○    | カレッド・エビアップ                     | 2R 終了 KO                        | 全日本キックボクシング連盟「KICK SPIRITS-I」                                       | 1996年1月15日  |
| ○    | 延藤直樹                                 | 2R 2:38 KO                        | 全日本キックボクシング連盟「CHALENGER-XI」                                         | 1995年9月29日  |
| ○    | 佐藤孝也                                 | 5R終了 判定                       | 全日本キックボクシング連盟「CHALENGER-IX」                                         | 1995年7月30日  |
| ×    | ゴーンサヤーム・シットニッタヤー         | 5R終了 判定                       | チャンネル7・BBTVマッチ                                                            | 1995年6月4日   |
| ×    | カレッド・エビアップ                     | 2R 1:26 TKO                       | 全日本キックボクシング連盟「CHALENGER-IV」                                         | 1995年3月18日  |
| ×    | チャモアベット・チョーチャモアン         | 5R終了 判定                       | 全日本キックボクシング連盟「CHALENGER-I」                                          | 1995年1月7日   |
| ○    | パーペット・シットパポン                 | 5R終了 判定                       | 全日本キックボクシング連盟「DESTINY-X」                                            | 1994年11月26日 |
| ×    | 佐藤孝也                                 | 2R 2:24 KO                        | 全日本キックボクシング連盟「DESTINY-VII」                                          | 1994年7月30日  |
| ○    | ケリー・マックノウト                     | 2R 2:24 KO                        | 全日本キックボクシング連盟「DESTINY-V」                                            | 1994年5月20日  |
| ○    | マイケル・リューファット                 | 5R終了 判定                       | 全日本キックボクシング連盟「DESTINY-IV」                                           | 1994年4月23日  |
| ○    | ファーピカート・ルークタップファー       | 5R 1:25 KO                        | 全日本キックボクシング連盟「DESTINY-I」                                            | 1994年1月23日  |
| ○    | 前田憲作                                 | 3R 0:49 KO                        | 全日本キックボクシング連盟「EVOLUTION step-8」                                     | 1993年11月27日 |
| ○    | ペットンガン・ポーローイプラスート       | 4R 1:41 KO                        | チャンネル9・TVマッチ                                                              | 1993年8月22日  |
| ×    | ジョンパデットスック・ピサヌラチャン     | 3R 1:50 KO                        | 全日本キックボクシング連盟「EVOLUTION step-3」                                     | 1993年5月22日  |
| ○    | 中島貴志                                 | 3R 1:33 KO                        | 全日本キックボクシング連盟「EVOLUTION step-2」                                     | 1993年3月27日  |
| ×    | ピーマイ・オー・ユッタナゴン             | 5R終了 判定                       | 全日本キックボクシング連盟「One Truth 8th」                                        | 1992年11月21日 |
| ○    | カチュンカイ・サーハイシン               | 5R 2:08 KO                        | 全日本キックボクシング連盟「One Truth 6th」                                        | 1992年9月26日  |
| ×    | 前田憲作                                 | 5R終了 判定0-2                    | 全日本キックボクシング連盟「One Truth 5th」                                        | 1992年7月18日  |
| ○    | 山崎路晃                                 | 5R終了 判定2-0                    | 全日本キックボクシング連盟「One Truth 3rd」                                        | 1992年5月30日  |
| ○    | 清水隆広                                 | 3R 0:55 KO                        | 全日本キックボクシング連盟「One Truth 2nd」                                        | 1992年3月28日  |
| △    | ダルーン・アユタナコーン                 | 5R終了 判定                       | 全日本キックボクシング連盟「One Truth “一つの真実”」                               | 1992年1月25日  |
| ○    | パーサクノーイ・チョーチューチット       | 4R 終了 TKO                       | 全日本キックボクシング連盟「SOAR INTO SPACE CHAPTER VI」                           | 1991年10月26日 |
| ×    | ビクター・ソリエル                       | 2R 1:47 KO                        | 全日本キックボクシング連盟「SOAR INTO SPACE CHAPTER IV」                           | 1991年7月14日  |
| ○    | エドワード・コー                         | 2R 2:35 KO                        | 全日本キックボクシング連盟「SOAR INTO SPACE CHAPTER III」                          | 1991年5月26日  |
| ○    | 椿宗徳                                   | 2R 0:35 TKO                       | 全日本キックボクシング連盟「SOAR INTO SPACE CHAPTER II」全日本フェザー級王座決定戦 | 1991年4月21日  |
| ×    | ガイスイット・スンチラノンキー           | 5R終了 判定                       | 全日本キックボクシング連盟「SOAR INTO SPACE CHAPTER I」                            | 1991年1月27日  |
| ×    | チューテン・シッサハパン                 | 5R終了 判定                       | 全日本キックボクシング連盟「INSPIRING WARS "THIRD"」                               | 1990年11月23日 |
| ○    | タンタワン・ナ・パタヤ                   | 1R 3:05 KO                        | 全日本キックボクシング連盟「INSPIRING WARS JAPAN vs THAI」                         | 1990年10月26日 |
| ×    | ナンポン・チョンプートーン               | 5R終了 判定                       | 全日本キックボクシング連盟「INSPIRING WARS HEAT-928」                              | 1990年9月28日  |
| ○    | ユタポン・ウォンウェンヤイ               | 2R 2:32 TKO                       | 全日本キックボクシング連盟「RANKING BOUT2」                                        | 1990年7月14日  |
| ○    | 須藤信充                                 | 1R 1:15 KO                        | 全日本キックボクシング連盟「RANKING BOUT」                                         | 1990年4月28日  |
| ×    | 須藤信充                                 | 5R終了 判定                       | 全日本キックボクシング連盟「INSPIRING WARS-1」                                     | 1990年1月20日  |
| ×    | ブンカート・ゲッカオサン                 | 5R終了 判定                       | 全日本キックボクシング連盟「世紀の激突 PART6」                                     | 1989年11月25日 |
| ○    | 斎藤直弘                                 | 5R終了 判定                       | 全日本キックボクシング連盟「世紀の激突 PART4」                                     | 1989年9月24日  |
| ○    | 沢木健                                   | 2R 1:32 KO                        | 全日本キックボクシング連盟「パワーファイト '89」                                   | 1989年7月9日   |
| ○    | 長野和由                                 | 2R 2:36 KO                        | 全日本キックボクシング連盟「世紀の激突 PART3」                                     | 1989年5月14日  |
| ○    | 貝沼慶太                                 | 2R 0:44 KO                        | 全日本キックボクシング連盟「パワーファイト '89」                                   | 1989年4月8日   |
| △    | 有光広一郎                               | 5R終了 判定                       | 全日本キックボクシング連盟「格闘技大戦争5」                                        | 1988年11月25日 |
| ○    | 松永嘉之                                 | 3R終了 判定                       | 全日本キックボクシング連盟「パワーファイト」                                       | 1988年9月18日  |
| ○    | 加藤進                                   | 1R 2:25 KO                        | 全日本キックボクシング連盟「ヤング・ファイト」                                     | 1988年6月25日  |
| ○    | 田中将文                                 | 2R 2:14 KO                        | 全日本キックボクシング連盟                                                         | 1988年4月29日  |
| ×    | サクチャイ・キャットチャウオー           | 5R終了 判定                       |                                                                                    | 1987年8月3日   |

## 獲得タイトル
- 第11代全日本フェザー級王座
- 第13代全日本フェザー級王座
- 第15代全日本フェザー級王座

## 出演
- クレイジージャーニー - 2023年6月5日「クレイジージャーニー☆神回！松本人志が盟友キックボクサーと２５年ぶりの再会！」[13]